# Don Bosco danas
Don Bosco danas je službeno glasilo salezijanskog reda u Hrvatskoj. Izlazi kao tromjesečnik.
Sjedište glasila na adresi je Srebrnjak 101, Zagreb.
ISSN časopisa je 1330-1713.
Internetska izdanja dostupna su od 2001. godine.

## Povijest
Glasilo je 1877. utemeljio sv. Ivan Bosco, utemeljitelj salezijanskog reda, a hrvatsko izdanje nosi ime njemu u čast. 2002. godine uredništvo glasila organiziralo je festival duhovne glazbe Don Bosco fest prigodom 80. obljetnice dolaska salezijanaca u Zagreb i 30. obljetnice osnutka Hrvatske salezijanske provincije.